# 자라 포위전
자라 공성전 또는 자다르 공성전(크로아티아어: opsada Zadra; 헝가리어: Zára ostroma; 1202년 11월 10일–24일)은 제4차 십자군의 첫 주요 작전이자 가톨릭 십자군에 의한 가톨릭 도시에 대한 첫 공격이었다. 십자군은 베네치아와 해상 수송에 대한 협정을 맺었지만, 가격이 그들이 지불할 수 있는 금액을 훨씬 초과했다. 베네치아는 십자군이 자신들이 자다르 (또는 자라)를 점령하는 것을 돕는다는 조건을 내세웠는데, 자다르는 베네치아와 크로아티아 왕국과 달마티아 (슬라보니아) 및 헝가리 왕국 사이에서 끊임없는 분쟁지였으며, 이 왕국의 왕인 임레는 십자군에 합류하겠다고 맹세했었다. 일부 십자군이 공성전에 참여하기를 거부했지만, 교황 인노첸시오 3세가 그러한 행동을 금지하고 파문을 위협하는 서한에도 불구하고 1202년 11월에 자다르 공격이 시작되었다. 자다르는 11월 24일에 함락되었고 베네치아인과 십자군이 도시를 약탈했다. 자다르에서 겨울을 보낸 후, 제4차 십자군은 콘스탄티노폴리스 공성전으로 이어진 원정을 계속했다.

## 배경
1198년 교황으로 선출된 직후, 교황 인노첸시오 3세 (1161–1216)는 이슬람교도들로부터 거룩한 땅을 침략하고 탈환하라는 여러 교황 회칙을 발표했다. 이를 달성하기 위한 그의 계획은 이전에 궁극적으로 실패했던 제2차 십자군과 제3차 십자군과는 여러 면에서 달랐다. 이전 십자군을 이끌었던 세속 귀족들 대신, 이번 십자군은 이론적으로 교황의 완전한 통제 하에 있을 것이었다. 인노첸시오의 계획은 또한 침략군이 해상으로 이집트로 가서 나일강 삼각주를 점령한 후, 이를 팔레스타인 침략을 위한 기지로 사용하도록 요구했다. 그의 요구는 처음에는 유럽의 지배 가문들 사이에서 잘 받아들여지지 않았지만, 1200년까지 약 35,000명의 군대가 서약되었다.
인노첸시오 3세는 당시 유럽의 지배적인 해상 강국이었던 베네치아 공화국과 전함 및 수송선 함대 건설에 관한 협정을 협상했다. 이 협정은 약 35,000명의 십자군이 수송을 필요로 하며 베네치아인들에게 94,000 마르크의 은을 할부로 지불하기로 되어 있었다. 1201년 6월 수아송에서 열린 회의에서 몬페라트의 보니파시오를 원정대장으로 선정했다.
베네치아인과 십자군 사이의 협정은 1202년 4월 말까지 베네치아에 군대가 도착하도록 날짜를 정했으며, 6월 말 여름 횡단을 위한 제때 출발을 제공하기 위함이었다. 십자군 지도자들은 개별 십자군으로부터 통행료를 징수하여 베네치아인들에게 여전히 빚진 돈을 모으는 데 의존했다. 그러나 첫 십자군 부대는 4월과 5월까지 프랑스를 떠나지 않았고, 다른 부대들은 여름 내내 흩어져 도착했으며, 일부 프랑스 귀족들은 대신 마르세유와 다른 항구에서 항해하기로 결정했다. 따라서 베네치아인들이 선박을 건조하고 승무원을 모집하기 위해 1년간 정규 상업 활동을 중단한 후에도, 약 12,000명의 십자군만이 베네치아에 나타나 선박을 운용하고 비용을 지불했다. 보니파시오와 귀족들은 자신들이 여유 있는 돈을 보탰고, 금과 은 접시를 베네치아 대부업자들에게 담보로 맡겼다. 그럼에도 불구하고 십자군은 베네치아인들에게 51,000 마르크만 지불할 수 있었다. 이에 베네치아인들은 아드리아 해안의 가톨릭 도시인 자라(현재 크로아티아 자다르)와 근처의 트리에스테를 당분간 지불 대신 점령하는 것을 수락하겠다고 밝혔다. 십자군은 그 다음 십자군에서의 초기 전리품으로 베네치아인들에게 빚진 나머지를 지불해야 했다. 자라는 1183년에 베네치아 공화국에 반란을 일으켜 교황과 헝가리 왕 임레 (최근 십자군에 합류하기로 합의함)의 이중 보호를 받았다. 비록 많은 십자군이 이 계획을 혐오스럽게 여겨 참여를 거부했지만, 대다수는 (인노첸시오 3세의 서면 항의에도 불구하고) 예루살렘 점령이라는 더 큰 목표를 달성하는 데 필요하다고 언급하며 동의했다.

## 공격
협정이 체결되자 십자군과 베네치아인들은 배에 승선하기 시작했다. 십자군은 베네치아인들이 설계하고 건조한 50척의 상륙함, 100척의 말 수송선, 60척의 전함을 사용했다. 그들의 수송선은 길이가 약 30m, 폭 9m, 높이 12m였으며 승무원 100명으로 구성되었다. 각 수송선은 최대 600명의 보병을 수송할 수 있었다. 말 수송선은 말 화물을 운반하기 위한 특별히 설계된 슬링을 특징으로 했으며, 수면 아래로 접히는 경사로가 있어 기병들이 직접 해변으로 돌격할 수 있도록 열 수 있었다. 베네치아 전함은 각 100명의 노잡이가 동력을 공급했으며 주 무기로 수면 바로 위에 금속 팁이 달린 램을 특징으로 했다. 또한 300개가 넘는 공성 무기를 실었다.
도제 엔리코 단돌로가 이끄는 베네치아 함대는 10월 1일 이스트라반도로 향하여 트리에스테, 무지아, 풀라에 베네치아의 패권을 확립했다. 대부분의 십자군 병력은 10월 8일 베네치아를 떠났다. 두 군대는 풀라 근처에서 합류하여 자다르로 함께 항해했다. 단돌로 도제는 겨울 동안 자다르에 머물 계획이었으므로 서두르지 않았다.
성 마르틴 축일 전야에 함대는 자다르에 도착했다. 자다르 공격은 상륙 작전 후 짧은 공성전으로 이루어졌다. 자다르 항구 입구에는 방어용 사슬과 붐이 설치되었지만, 십자군은 베네치아 선박으로 이를 뚫고 도시 근처에 병력과 장비를 상륙시켜 진영을 세웠다. 자다르 시민들은 성벽에 십자가 깃발을 걸어 자신들이 기독교 도시임을 보여주었다. 시몽 드 몽포르, 로베르 드 보브와 보 드 세르네의 기를 포함한 일부 십자군 지도자들은 공성전에 참여하기를 거부하고 도시를 살려줄 것을 요청했다. 교황을 대리하여 보 드 세르네의 기는 루체디오의 피에트로가 전달한 서한을 읽고 "그것은 기독교인의 도시이고, 당신들은 순례자이기 때문"이라며 도시 점령을 금지했다. 그러나 대부분의 십자군은 단돌로의 편에 섰고, 드 몽포르와 공성전에 참여하기를 거부한 다른 십자군들은 도시에서 멀리 떨어진 곳에 진을 쳤다.
11월 13일 공성기가 배치되어 도시 성벽을 포격하는 데 사용되었다. 자다르는 1202년 11월 24일에 함락되었으며, 이 사건은 이후 원정에서 콘스탄티노폴리스 공성전을 예고했다. 자다르 인구의 대부분은 닌과 비오그라드 또는 주변 섬으로 피난했다.

## 여파
도시 점령 후 프랑스군과 베네치아군 병력 사이에 약탈품 분배를 두고 광범위한 폭력이 발생했다. 콘스탄티노폴리스 황폐화의 익명 저자는 싸움 후 100명의 사망자를 기록했다.
제프리 드 빌레아르두앙에 따르면, "군대는 자라에서 그 겨울 내내 보냈다 [...] 이 기간 동안 하급 병사들 중 많은 수가 탈영하여 상선을 타고 도망쳤다 [...] 약 5백 명이 한 배를 타고 도망쳤으나, 모두 물에 빠져 목숨을 잃었다. 다른 무리는 육로로 탈출하여 슬라보니아를 안전하게 통과할 수 있다고 생각했지만, 그 나라 사람들이 그들을 공격하여 많은 수를 죽였고, 남은 자들은 군대로 날아 돌아왔다".

1203년, 교황 인노첸시오 3세는 공격에 참여한 모든 십자군과 베네치아인들을 파문하며 다음과 같이 썼다. 
보라, 너희 금은 천한 금속으로 변했고, 너희 은은 거의 완전히 녹슬었다. 너희는 계획의 순수함에서 벗어나 통행할 수 없는 길로 벗어나, 말하자면 쟁기에서 손을 떼었으니 [...] 너희는 젖과 꿀이 흐르는 땅으로 서둘러야 했건만, 사막을 향해 길을 잃고 돌아섰도다.
1203년 2월, 교황은 원정에 참여한 베네치아인을 제외한 모든 비베네치아인에 대한 파문을 철회했다.

## 내용주
1. ↑  Michaud, Joseph François (1882). 《The History of the Crusades》. A. C. Armstrong and Son. 63쪽. 2013년 11월 9일에 확인함.
2. ↑  Setton, Kenneth M.; Wolff, Robert Lee; Hazard, Harry W. (1969년 12월 15일). 《The Later Crusades, 1189–1311》. University of Wisconsin Press. 174쪽. ISBN 9780299048440. 2013년 11월 10일에 확인함.
3. 1 2  Sethre, Janet (2003). 《The souls of Venice》. 54–55쪽. ISBN 0-7864-1573-8.
4. ↑  Queller, Donald E.; Madden, Thomas F. (1999). 《The Fourth Crusade: The Conquest of Constantinople》. University of Pennsylvania Press. ISBN 9780812217131. 2013년 11월 9일에 확인함.
5. ↑  Timeline Croatia 보관됨 2021-10-26 - 웨이백 머신 1202
6. ↑  Jonville and Villehardouin, Chronicles of the Crusades, Penguin Classics, pp. 22
7. 1 2 3  Wolff, R. L. (1969). 〈V: The Fourth Crusade〉.   Hazard, H. W. 《The later Crusades, 1189–1311》. University of Wisconsin Press. 162쪽. 2013년 11월 9일에 확인함.
8. ↑  Joinville and Villehardouin. Chronicles of the Crusades. Penguin Books Limited, 1974, p. 22.
9. 1 2  Louis René Bréhier (1908). "엔리코 단돌로". In Catholic Encyclopedia. 4. New York: Robert Appleton Company.
10. 1 2 3  Kužić, Krešimir (2003). 《Hrvati i križari : križarski pohod hrvatsko-ugarskog kralja Andrije II. i austrijskog vojvode Leopolda VI. iz 1217. godine s osvrtom na dodire Hrvata s križarskim pohodima》 (크로아티아어). Zagreb: 크로아티아 역사 연구소. 30쪽. ISBN 9789536324378.
11. 1 2  “제4차 십자군”. Weider History Group. 2006년 5월 29일에 원본 문서에서 보존된 문서. 2013년 11월 8일에 확인함.
12. ↑  Nada Klaić, Ivo Petricioli: Zadar u Srednjem vijeku do 1409., 1976, p. 177
13. 1 2 3  Ilieva, Annetta; Delev, Mitko (1998). 〈Sclavonia and Beyond: The Gate to a Different World in the Perception of Crusaders (c. 1104-c. 1208)〉.   앨런 V. 머레이. 《From Clermont to Jerusalem: The Crusades and Crusader Societies 1095-1500》. Turnhout: Brepols. 153–171쪽. doi:10.1484/M.IMR-EB.3.4786. ISBN 978-2-503-50667-8.
14. ↑  기번, 에드워드 (1789). 〈동방의 몰락〉. 《로마 제국 쇠망사》 VI.
15. ↑  Petar Skok, Geoffroi de Villehardouin, Robert de Clari, Martino da Canale: Tri starofrancuske hronike o Zadru u godini 1202, p. 123
16. ↑  Nada Klaić, Ivo Petricioli: Zadar u Srednjem vijeku do 1409., 1976, p. 178
17. ↑  Andrea, A. 《Contemporary Sources for the Fourth Crusade》. 215쪽.
18. ↑  Runciman, Steven. The Kingdom of Acre and the Later Crusades, (1954; repr., London: Folio Society, 1994), 98
19. ↑  O. Hageneder, 편집. (1993). 《Letters of Pope Innocent III concerning the Fourth Crusade and the Latin Empire of Constantinople》. Vienna: 리즈 대학교. 2011년 8월 21일에 원본 문서에서 보존된 문서.